# Cieślowizna
Cieślowizna – osada w Polsce położona w województwie łódzkim, w powiecie bełchatowskim, w gminie Bełchatów.
Przed zmianą granicy gminy Kleszczów Cieślowizna była w gminie Kleszczów. W miejscowości brak zabudowy.. Na mapie topograficznej z 1965 r. udostępnianej przez geoportal miejscowość oznaczona jako gajówka, a w niej jeden budynek mieszkalny.
Przed 1 stycznia 2022 roku teren całego obrębu geodezyjnego Wola Grzymalina, na terenie którego leży osada Cieślowizna, należał do gminy Kleszczów.
W latach 1975–1998 miejscowość należała administracyjnie do województwa piotrkowskiego.